# Manuel Guedán Menéndez
Manuel Guedán Menéndez (Madrid, 1950) es un profesor universitario y expolítico español.

## Biografía
Es Doctor en Ciencias Políticas y de la Administración por la Universidad Complutense y profesor jubilado de la Universidad de Alcalá.
Militó en el partido político Organización Revolucionaria de Trabajadores (ORT) en el que llegó a ser miembro de su comisión ejecutiva.
En los años setenta participó en la creación de la Plataforma de Convergencia Democrática.
Se mantuvo en la clandestinidad y entró en prisión varias ocasiones por los delitos de asociación ilícita y propaganda ilegal.  
Participó en las negociaciones de la ORT para unirse al Partido del Trabajo de España en un solo partido denominado Partido de los Trabajadores, aunque este último se constituyó en 1979 y se disolvió en 1980.
Posteriormente se vinculó al PSOE como colaborador del área de Internacional y se afilió al mismo en 1993. 
Ha sido vicepresidente de la Federación Internacional de Sociedades de la Cruz Roja y de la Media Luna Roja. También ha sido director de la oficina de representación de la Secretaría General Iberoamericana (SEGIB) para México, Cuba y República Dominicana. También ha sido Director del Programa Regional de Apoyo a las Defensorías del Pueblo de Iberoamérica (PRADPI).

## Condecoraciones
La Secretaría de Relaciones Exteriores de México le condecoró con la Orden Mexicana del Águila Azteca. 

## Vida personal
Es padre del escritor y editor Manuel Guedán Vidal.

## Publicaciones
- Autorretrato del Ecuador. Manuel Guedán Menéndez, Caridad Plaza. Fundación General de la Universidad de Alcalá : Dykinson, 2008.

- Tendiendo puentes para la convivencia: seguridad ciudadana, violencia social y políticas públicas en Iberoamérica. Manuel Guedán Menéndez, Rafael Marcos Aranda. CICODE, 2007.

- Las defensorías del pueblo, un puente entre la ciudadanía y el Estado en América Latina: una evaluación al PRADPI. Manuel Guedán Menéndez (ed. lit.), María Iráizoz (ed. lit.). Trama, 2006.

- La calidad de la cooperación: experiencia de Castilla La Mancha. Manuel Guedán Menéndez, María Iráizoz. Madrid : CICODE, 2005.

- Colombia, ¿la guerra de nunca acabar?. Rubén Darío Ramírez, Manuel Guedán Menéndez. Madrid : Trama, 2005.

- Los objetivos del milenio: tomarse la cooperación verdaderamente en serio. Manuel Guedán Menéndez. Dykinson, 2005.

- Resolución de conflictos en el S. XXI. Manuel Guedán Menéndez, Rubén Darío Ramírez. Madrid : CICODE, 2005.

- Democracia e instituciones en América Latina. Manuel Guedán Menéndez, Guillermo Escobar Roca. Dykinson, 2005.

- La Comisión Sudamericana para la Paz, Seguridad y Democracia: el sentido de una tarea. Manuel Guedán Menéndez, Carlos Contreras Quina. Trama, 2005.

- La cooperación descentralizada. Manuel Guedán Menéndez, Rafael Marcos Aranda. Trama, 2005.

- Pensar, crear, hacer una política de cooperación española. Manuel Guedán Menéndez. Madrid : Trama, 2004.

- Con china socialista. Manuel Guedán Menéndez, Jesús María San Martín Asiain. Madrid : Emiliano Escolar, D.L. 1976.